# Нильский гетеротис

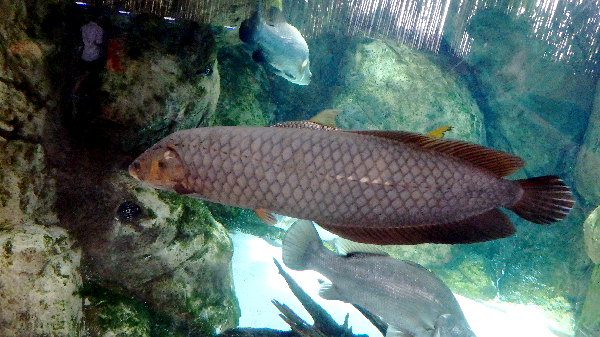
Нильский гетеротис в аквариуме, длина особи 60 см

Нильский гетеротис, или просто гетеротис (лат. Heterotis niloticus), — тропическая пресноводная лучепёрая рыба из семейства аравановых. Вид выделяется в монотипический род гетеротисов (Heterotis). Обитает в африканских реках и озёрах, единственный вид аравановых рыб в Африке. Кроме того, единственный представитель семейства, питающийся планктоном и растительной пищей.

## Описание
Длина тела может достигать 98 см, однако редко превышает 90 см. Масса до 10,2 кг. Высота тела и длина головы в 3,5—5 раз меньше длины тела. Кожные кости черепа глубоко вырезаны большими сенсорными ямками. Губы толстые, зубы конической формы. По краю жаберной крышки имеется кожаная окантовка. Спинной и анальный плавники без жестких лучей, только с мягкими, удлиненные и сдвинуты к задней части тела, заканчиваются близко к маленькому округлому хвостовому плавнику. Таким образом, расширенная задняя часть тела гетеротиса образует характерное для всех аравановых рыб «весло». Хвостовой стебель очень короткий. Чешуи большие и крепкие, овальной формы с толстой и гофрированной открытой частью с более или менее червеобразной скульптурой. Боковая линия проходит по прямой линии от жаберной кости до середины хвостового стебля, в ней 34—40 чешуй. Зубов на языке и парасфеноиде у гетеротиса нет. Окраска однотонная серая, коричневая или бронзовая, в период размножения более тёмная. Молодые рыбы часто имеют темные продольные полосы и чешуи с овальными пятнами в задней зоне анального и спинного плавников.

## Ареал
Нильский гетеротис распространен в Центральной и Западной Африке. Обитает во всех речных бассейнах саванного региона сахель от Сенегала на западе до Судана на востоке, в бассейне озера Чад и в озере Туркана. Географически ареал гетеротиса находится между 3° и 16° северной широты и от 17° западной до 37° восточной долготы. Интродуцирован в нескольких реках и водохранилищах Центральной и Западной Африки вне естественного ареала и на Мадагаскаре, что имело негативные экологические последствия.
Взрослые гетеротисы живут в открытых водах рек и озёр, где встречаются в пелагической и в прибрежной зонах. Могут жить в водах с пониженным содержанием кислорода.

## Питание
Нильский гетеротис питается водными беспозвоночными, в основном бентосом и зоопланктоном, но с помощью спирального наджаберного органа, способствующего концентрации и проглатыванию мелких частиц пищи, может потреблять также детрит и фитопланктон. Переваривать детрит гетеротису позволяют мускулистый толстостенный пилорический желудок и слепые пилорические придатки кишечника. Кроме того, он может употреблять также растительную пищу, например, семена растений. Является единственным планктофагом среди аравановых рыб.

## Размножение
Размножение происходит в сезон дождей с мая по август, на болотах и в поймах. Для откладывания икры гетеротисы строят гнёзда. Для этого они вырывают на дне водоёмов круглые ямки диаметром около 120 см и глубиной от 20 до 60 см. Края ямок по кругу выкладываются растительностью, слоем толщиной от 10 до 15—20 см таким образом, что образуется сплошная круглая высокая стенка, выступающая над поверхностью воды. При этом дно ямки представляет собой чистую площадку из ила или грязи. На 1 га водоёма может находиться от 37 до 51 гнёзд.
Икринки у гетеротиса крупные, диаметром 2,5 мм. После откладывания икры самка покидает гнездо через дыру в стенке, однако самец проявляет заботу о потомстве, охраняя свою кладку. Личинки выклёвываются из икринок примерно через 2 суток, у них имеются наружные жабры. Через 5 дней после нереста молодь также покидает гнездо через ту же дыру в стенке. Количество личинок на одно гнездо варьирует от почти 4000 до более 6000 особей. Самец продолжает охранять потомство после выхода из гнезда. Молодь держится в болотистых местах среди водной растительности.